# Floresta Hoia
A Floresta Hoia, também chamada de Hoia-Baciu (em romeno:  Pădurea Hoia; em húngaro:  Hója-erdő) é uma floresta situada a oeste da cidade de Cluj-Napoca, perto da seção ao ar livre do Museu Etnográfico da Transilvânia, Romênia. A floresta é usada como um destino de recreação comum. Nos últimos anos, um parque de ciclismo foi adicionado à floresta, juntamente com áreas para outros esportes como paintball, airsoft e tiro com arco.

## Geografia

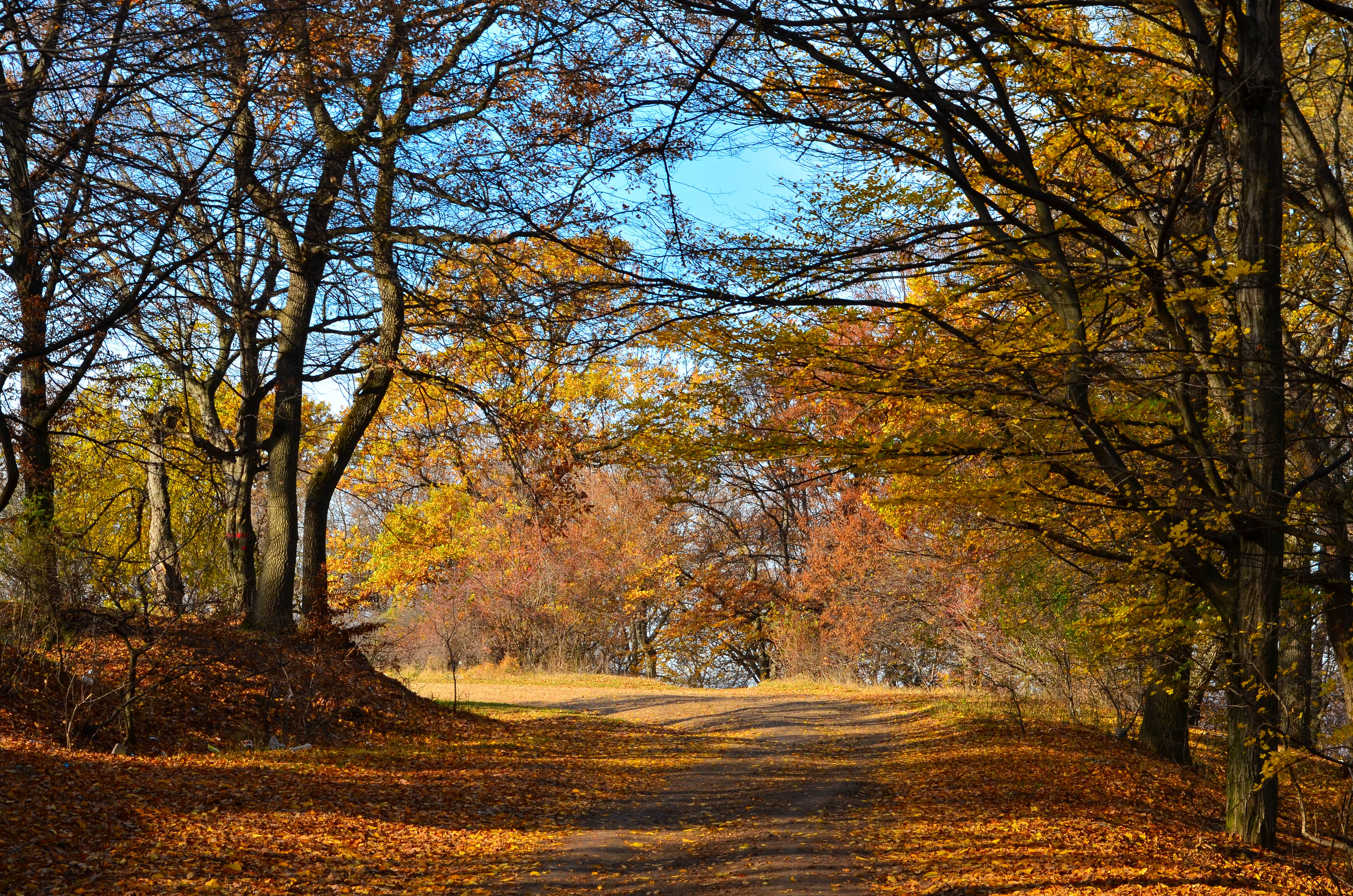
Outono na Floresta Hoia, novembro de 2012

A floresta cobre uma área de cerca de 3 quilômetros quadrados. Sua fronteira sul começa em uma crista que corre de leste a oeste. Não contém a íngreme encosta sul da colina, que nasce do rio Someșul Mic. Ao norte, a floresta termina em uma encosta mais suave, que encontra o rio Nadăș.
O extremo leste da floresta é delimitado pelo Tăietura Turcului, um vale artificial que divide a colina de norte a sul e contém uma estrada de tráfego. A extremidade oeste da floresta atinge a encosta nordeste do Dealul Melcilor, perto da Floresta Mujai, que se estende ainda mais para o oeste. O vale Bongar corre ao longo da extremidade sul deste lado, que contém um bosque de carvalhos penugento único na estepe sul. Parte da extremidade nordeste da floresta é delimitada por Valea Lungă (Long Valley), que passa pelo calcário do Eoceno e forma Cheile Baciului, um vale com declives assimétricos. Um pequeno lago natural está localizado a montante de Cheile Baciului, na orla da floresta. Existem várias nascentes com água potável na borda norte da floresta, em Valea Lungă.

## Descobertas arqueológicas
O assentamento neolítico mais antigo na Romênia (que se acredita ter sido estabelecido por volta de 6500 a.C.) pertencente à cultura Starčevo – Kőrös – Criș foi descoberto no norte de Valea Lungă. Tumbas e casas deste assentamento foram descobertas entre 1960 e 1994. 

## Lendas
Segundo a lenda, a Floresta Hoia é um ponto importante de fenômenos paranormais. Muitas histórias de fantasmas e lendas urbanas contribuem para sua popularidade como atração turística Os céticos dizem que essas são apenas histórias para entretenimento e carecem de qualquer evidência testável  A Floresta Hoia foi destaque em documentários paranormais na TV, de Ghost Adventures a Destination Truth.
A floresta também tem registro de avistamento de óvins, como o relatado pelo militar Emil Barnea e sua namorada, Zamfira Mattea, em 1968.